# Bläsan, Åland
Bläsan är en kulle i Lemlands kommun på Åland (Finland). Den ligger i den nordvästra delen av kommunen, bara 3 km öster om huvudstaden Mariehamn. Bläsan ligger på ön Fasta Åland.
Bläsan höjer sig drygt 55 meter över havet och erbjuder god utsikt över Slemmern, Ytternäs och Mariehamn i väster. I norr ligger Kalmarnäset och i nordväst ligger Saltholmen och bortom den Lemströms kanal. Udden på Bläsans norra sida heter Bläsudden.